# Conférence internationale sur les langues et la linguistique sino-tibétaines
Le Conférence internationale sur les langues et la linguistique sino-tibétaines (anglais : International Conference on Sino-Tibetan Languages and Linguistics, abrégé en ICSTLL) est une conférence scientifique dans le domaine de la linguistique sino-tibétaine.

## Liste chronologique des conférences
| Conférence | Année | Mois      | Lieu                                                      | Ville                | Pays        |
| ---------- | ----- | --------- | --------------------------------------------------------- | -------------------- | ----------- |
| ICSTLL 1   | 1968  | octobre   | Université Yale                                           | New Haven            | États-Unis  |
| ICSTLL 2   | 1969  | octobre   | Université Columbia                                       | New York             | États-Unis  |
| ICSTLL 3   | 1970  | octobre   | Université Cornell                                        | Ithaca               | États-Unis  |
| ICSTLL 4   | 1971  | octobre   | Université de l'Indiana                                   | Bloomington          | États-Unis  |
| ICSTLL 5   | 1972  | octobre   | Université du Michigan                                    | Ann Arbor            | États-Unis  |
| ICSTLL 6   | 1973  | octobre   | Université de Californie à San Diego                      | San Diego            | États-Unis  |
| ICSTLL 7   | 1974  | octobre   | Université d'État de Géorgie                              | Atlanta              | États-Unis  |
| ICSTLL 8   | 1975  | octobre   | Université de Californie à Berkeley                       | Berkeley             | États-Unis  |
| ICSTLL 9   | 1976  | octobre   | Scandinavian Institute of Asian Studies                   | Copenhague           | Danemark    |
| ICSTLL 10  | 1977  | octobre   | Université de Georgetown                                  | Washington           | États-Unis  |
| ICSTLL 11  | 1978  | octobre   | Université de l'Arizona                                   | Tucson               | États-Unis  |
| ICSTLL 12  | 1979  | octobre   | École normale supérieure                                  | Paris                | France      |
| ICSTLL 13  | 1980  | octobre   | Université de Virginie                                    | Charlottesville      | États-Unis  |
| ICSTLL 14  | 1981  | octobre   | Université de Floride                                     | Gainesville          | États-Unis  |
| ICSTLL 15  | 1982  | août      | Université de Pékin                                       | Pékin                | Chine       |
| ICSTLL 16  | 1983  | septembre | Université de Washington                                  | Seattle              | États-Unis  |
| ICSTLL 17  | 1984  | septembre | Université de l'Oregon                                    | Eugene               | États-Unis  |
| ICSTLL 18  | 1985  | août      | Université Mahidol                                        | Bangkok              | Thaïlande   |
| ICSTLL 19  | 1986  | septembre | Université d'État de l'Ohio                               | Columbus             | États-Unis  |
| ICSTLL 20  | 1987  | août      | Université de la Colombie-Britannique                     | Vancouver            | Canada      |
| ICSTLL 21  | 1988  | octobre   | Université de Lund                                        | Lund                 | Suède       |
| ICSTLL 22  | 1989  | octobre   | Université d'Hawaï à Mānoa                                | Mānoa                | États-Unis  |
| ICSTLL 23  | 1990  | octobre   | Université du Texas à Arlington                           | Arlington            | États-Unis  |
| ICSTLL 24  | 1991  | octobre   | Université Ramkhamhaeng / Université de Chiang Mai        | Bangkok / Chiang Mai | Thaïlande   |
| ICSTLL 25  | 1992  | octobre   | Université de Californie à Berkeley                       | Berkeley             | États-Unis  |
| ICSTLL 26  | 1993  | septembre | Musée national d'ethnologie                               | Osaka                | Japon       |
| ICSTLL 27  | 1994  | octobre   | Centre national de la recherche scientifique              | Sèvres / Paris       | France      |
| ICSTLL 28  | 1995  | octobre   | Université de Virginie                                    | Charlottesville      | États-Unis  |
| ICSTLL 29  | 1996  | octobre   | Université de Leyde                                       | Leyde                | Pays-Bas    |
| ICSTLL 30  | 1997  | août      | Université centrale des Minorités                         | Pékin                | Chine       |
| ICSTLL 31  | 1998  | octobre   | Université de Lund                                        | Lund                 | Suède       |
| ICSTLL 32  | 1999  | octobre   | Université de l'Illinois à Urbana-Champaign               | Champaign-Urbana     | États-Unis  |
| ICSTLL 33  | 2000  | octobre   | Université Ramkhamhaeng                                   | Bangkok              | Thaïlande   |
| ICSTLL 34  | 2001  | octobre   | Université des Minorités du Yunnan / Université de Nankai | Kunming / Tianjin    | Chine       |
| ICSTLL 35  | 2002  | novembre  | Université d'État de l'Arizona                            | Tempe                | États-Unis  |
| ICSTLL 36  | 2003  | novembre  | Université La Trobe                                       | Melbourne            | Australie   |
| ICSTLL 37  | 2004  | octobre   | Université de Lund                                        | Lund                 | Suède       |
| ICSTLL 38  | 2005  | octobre   | Université de Xiamen                                      | Xiamen               | Chine       |
| ICSTLL 39  | 2006  | septembre | Université de Washington                                  | Seattle              | États-Unis  |
| ICSTLL 40  | 2007  | septembre | Université de Heilongjiang                                | Harbin               | Chine       |
| ICSTLL 41  | 2008  | septembre | School of Oriental and African Studies (SOAS)             | Londres              | Royaume-Uni |
| ICSTLL 42  | 2009  | novembre  | Université Payap                                          | Chiang Mai           | Thaïlande   |
| ICSTLL 43  | 2010  | octobre   | Université de Lund                                        | Lund                 | Suède       |
| ICSTLL 44  | 2011  | octobre   | Central Institute of Indian Languages                     | Mysore               | Inde        |
| ICSTLL 45  | 2012  | octobre   | Université de technologie de Nanyang                      | Singapour            | Singapour   |
| ICSTLL 46  | 2013  | août      | Dartmouth College                                         | Hanover              | États-Unis  |
| ICSTLL 47  | 2014  | octobre   | École normale supérieure du Yunnan                        | Kunming              | Chine       |
| ICSTLL 48  | 2015  | août      | Université de Californie à Santa Barbara                  | Santa Barbara        | États-Unis  |
| ICSTLL 49  | 2016  | novembre  | Université Jinan                                          | Canton               | Chine       |
| ICSTLL 50  | 2017  | novembre  | Académie chinoise des sciences sociales                   | Pékin                | Chine       |
| ICSTLL 51  | 2018  | septembre | Université de Kyoto                                       | Kyoto                | Japon       |
| ICSTLL 52  | 2019  | juin      | Université de Sydney                                      | Sydney               | Australie   |
| ICSTLL 53  | 2020  | octobre   | Université de North Texas                                 | Denton               | États-Unis  |
| ICSTLL 54  | 2021  | octobre   | Université Jiaotong du Sud-ouest                          | Chengdu              | Chine       |
| ICSTLL 55  | 2022  | septembre | Université de Kyoto                                       | Kyoto                | Japon       |
| ICSTLL 56  | 2023  | octobre   | Université Chulalongkorn                                  | Bangkok              | Thaïlande   |
| ICSTLL 57  | 2024  | octobre   | Université de Pékin                                       | Pékin                | Chine       |
| ICSTLL 58  | 2025  | septembre | Université de Berne                                       | Berne                | Suisse      |